# Parasiccia shirakii
Parasiccia shirakii là một loài bướm đêm thuộc phân họ Arctiinae, họ Erebidae.